# Farus
Farus war eine brasilianische Automarke.

## Markengeschichte
Alfio Farus und sein Sohn Giuseppe Farus, Inhaber von Italmecãnica, gründeten 1979 Farus Indústria de Veículos Esportivos Ltda. in Belo Horizonte. Im Juni 1980 wurde das erste Automobil präsentiert. Im Februar 1981 begann die Serienfertigung. Der Markenname lautete Farus, kurz für Família Russo. Bereits im ersten Jahr entstanden etwa 100 Fahrzeuge. 1983 änderte sich die Firmierung in Embrabi Comércio Indústria Ltda. Das Produktionswerk befand sich nun in Contagem.
1990 wurde alles an Tecvan, Tecnologia de Vanguarda Ltda. aus Contagem verkauft. 1991 endete die Produktion. Insgesamt entstanden etwa 1200 Fahrzeuge.

## Fahrzeuge
Das erste Modell ML 928 war ein zweisitziges Coupé. Die Basis bildete ein selbst hergestelltes Fahrgestell. Darauf wurde eine Karosserie aus Fiberglas montiert. Ein Vierzylindermotor von Fiat mit 1300 cm³ Hubraum und 72 PS Leistung trieb die Fahrzeuge an. Später waren auch größere Motoren mit 1600 cm³ Hubraum, 1800 cm³ Hubraum und 2000 cm³ Hubraum von Volkswagen do Brasil erhältlich.
Ausführungen mit 2 + 2 Sitzen sowie Cabriolets sind ebenfalls überliefert.
1986 wurden die Fahrzeuge in Deutschland für etwa 30.000 DM angeboten.